# Merpati Nusantara Airlines
A Merpati Nusantara Airlines foi uma companhia aérea da Indonésia fundada em 1962, sendo a principal e importante empresa aérea daquele país até o encerramento das suas atividades em 2014.

## Frota da companhia

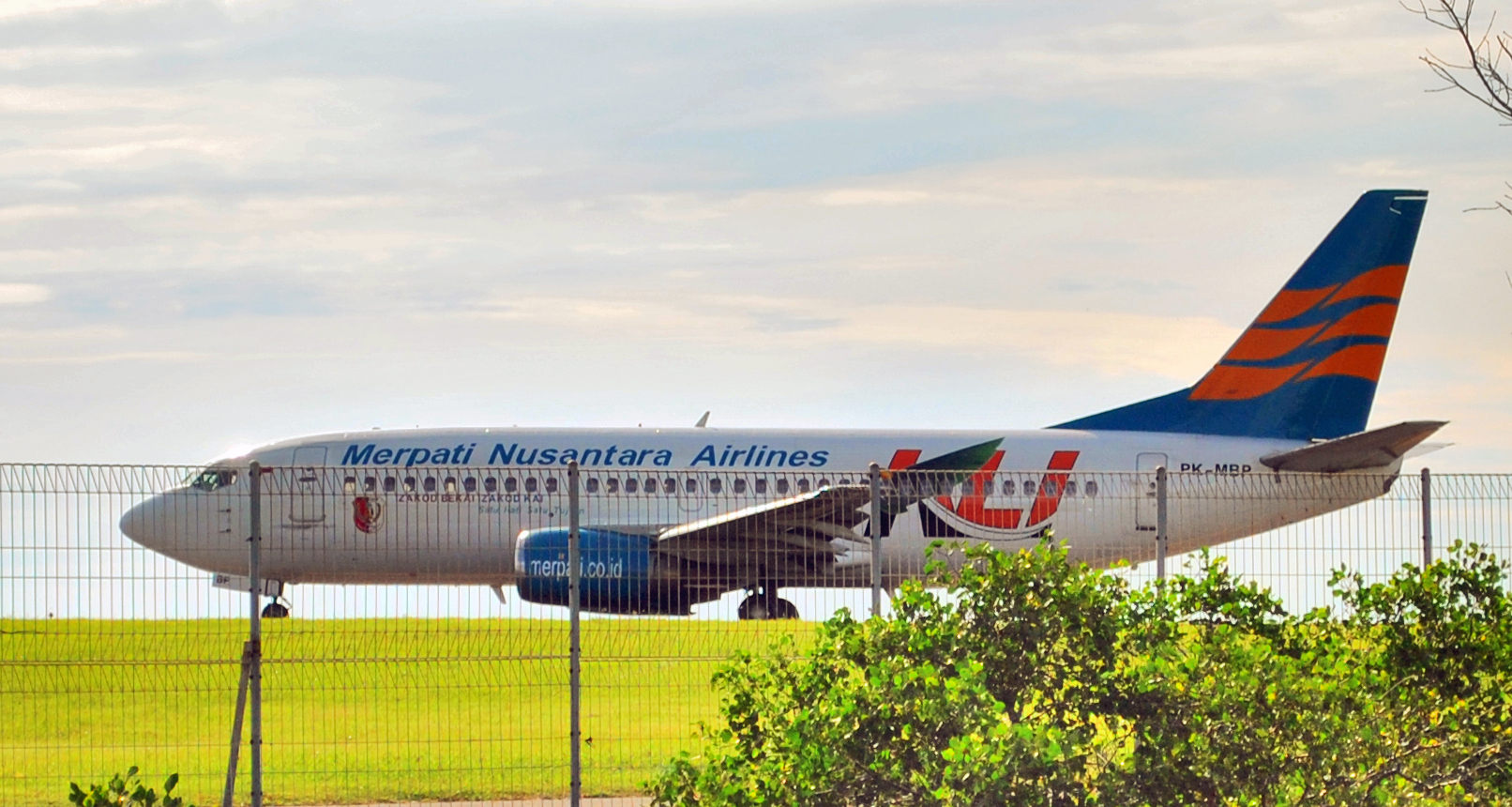
Boeing 737-300 da Merpati Nusantara Airlines.

A frota de aeronaves da companhia era a seguinte:
- 3 Boeing 737-300
- 2 Boeing 737-400
- 1 Boeing 737-500
- 5 De Havilland Canada DHC-6 Twin Otter
- 14 Xian MA60
- 1 Boeing 707 cargueiro
- 1 Lockheed L-100-30 Hercules
- Fokker 70
- Fokker F27
- CASA CN-235
- 2 Airbus A300